# Хайка за вълци
 Тази статия е за романа на Ивайло Петров.  За филма от 2000 година вижте Хайка за вълци (филм).  
„Хайка за вълци“ е роман на българския писател Ивайло Петров (19 януари 1923 – 14 април 2005) от 1986 година. По романа е създаден филмът Хайка за вълци на режисьора Станимир Трифонов от 2000 година.

## Сюжет
Романът е драматична сага, чието действие обхваща дълъг и драматичен за България период – времето на първите години след Втората световна война до 1965 г. Съдбите на Иван Шибилев, Мона, Жендо, Калчо, Николин, Стоян Кралев, на техните синове и дъщери, се сближават и възпламеняват от страсти и конфликти. Книгата е разказ за хора, които по време на сталинизма се раждат или умират, заради това, което обичат. Хайката за вълци е символ на неистовото желание за мъст и разчистване на сметки, чийто изход е представен като душевна болка, породена от изгубеното човешко щастие.